# Neapolitanische Sprache

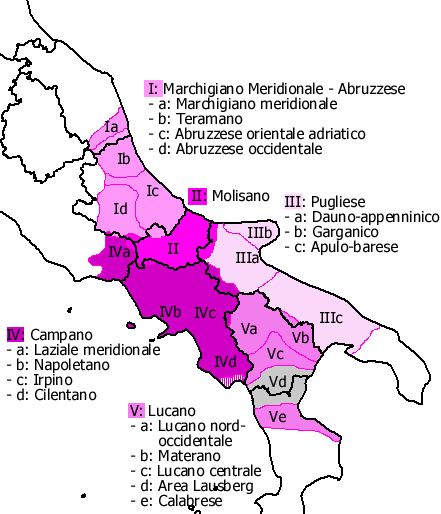
Neapolitanisch und verwandte Varietäten

Die neapolitanische Sprache (Napulitano [ˌnnapulɪˈtaˑnə] auf Neapolitanisch und Napoletano auf Italienisch) ist eine romanische Sprache, wie sie in der Stadt Neapel gesprochen wird. Das Neapolitanische ist die Mutter der kampanischen Dialekte, die sich von Stadt zu Stadt unterscheiden. Es bestehen viele Ähnlichkeiten zu den Dialekten der umgebenden Regionen Mittel- und Süditaliens wie des Latiums, der Abruzzen, Molises, Apuliens, der Basilikata und Kalabriens. Mitte der 1970er Jahre gab es ca. sieben Millionen Muttersprachler. Überwiegend wird die neapolitanische Sprache in der Region Kampanien und in den Provinzen Foggia und Bari in Apulien gesprochen. Obwohl Neapolitanisch durch die Region Kampanien am 14. Oktober 2008 per Gesetzesdekret offiziell als Sprache anerkannt wurde, gibt es keine verbindliche Orthographie, keinen Unterricht und keine neapolitanische Amtssprache.

## Klassifikation
Neapolitanisch wird gemeinhin als ostromanische Sprache angesehen, auch wenn gelegentlich eine Klassifikation als südromanisch vorgeschlagen wird. Obwohl sie alle untereinander verständlich sind, gibt es einige Unterschiede zwischen den einzelnen Dialekten. Es gibt jedoch deutliche grammatische Unterschiede zwischen dem standardisierten Italienisch und Neapolitanisch, etwa die Genuskategorie Neutrum oder die Pluralbildung. Wie auch Italienisch, entwickelte sich das Neapolitanische aus dem Vulgärlatein. Dabei grenzt sich aber das Neapolitanische vom Italienischen durch einige Unterschiede in seiner Lautstruktur ab, die möglicherweise auf einem prä-latinischen Einfluss des Oskischen beruhen.
So wird etwa das vulgärlateinische [d] am Wortanfang oder zwischen Vokalen als [r] realisiert (zum Beispiel doje, bzw. duje („zwei“), ausgesprochen und häufig auch geschrieben als roje/ruje; vedé („sehen“) ausgesprochen und häufig geschrieben als veré). Es wird allerdings auch die Ansicht geäußert, dass dieser Rhotazismus erst in jüngerer Zeit aufgetreten sein könnte. Andere angenommene Einflüsse des Oskischen auf das Neapolitanische sind unter anderem die Aussprache der Konsonantengruppe /nd/ als /nn/ (zum Beispiel munno (vgl. hierzu it. ‘mondo’, „Welt“) und quanno (it. ‘quando’, „wann“)) und /mb/ als /mm/ (zum Beispiel tammuro („Trommel“, ital. ‘tamburo’)). Weiterhin sind Einflüsse des Griechischen bemerkbar, das bis ins neunte Jahrhundert die Sprache Neapels war. Bislang blieben alle Versuche, die Sprache zu standardisieren, erfolglos.
Obwohl das Neapolitanische auf eine reiche Tradition in Literatur, Musik und Theater (zum Beispiel Giambattista Basile, Eduardo De Filippo und Totò) zurückblicken kann, genießt die Sprache keine offizielle Anerkennung in Italien und darf daher auch nicht in staatlichen Schulen unterrichtet werden. 2003 wurde der Vorschlag, Neapolitanisch als Studienfach einzurichten mit der Begründung abgelehnt, dass es sich hierbei lediglich um eine Sprache der Unterschichten handle. Weiterhin gibt es auf nationaler Ebene legislative Bemühungen um die Anerkennung als offizielle Minderheitensprache in Italien. 
Zum Vergleich wird hier in den neapolitanischen Dialekten von Neapel und von Nordkalabrien sowie auf Standarditalienisch das Vaterunser wiedergegeben.
| Neapolitanisch (Napoli)            | Nordkalabresisch                          | Nordapulisch                         | Apulisch (Tarent)                       | Standarditalienisch                   |
| ---------------------------------- | ----------------------------------------- | ------------------------------------ | --------------------------------------- | ------------------------------------- |
| Pate nuoste                        | Patre nuorru                              | Patre nostre                         | Patre nostre                            | Padre Nostro,                         |
| ca staje ncielo,                   | chi sta ntru cielu,                       | ca staje nciele,                     | ca sì’ jndr’a le ciele,                 | che sei nei cieli,                    |
| santificammo ’o nomme tujo         | chi sia santificatu u nume tuoio,         | santificammo ’u nume tuje            | cu ssía sandefecáte ’u nome tuje,       | sia santificato il tuo nome.          |
| faje vení ’o regno tujo,           | venisse u riegnu tuoio,                   | venge ’u règne tuje                  | cu avéne ’u règne tuje,                 | Venga il tuo regno,                   |
| sempe c’ ’a vuluntà toja,          | se facisse a vuluntà tuoia,               | sempe c’ ’a vuluntà toje,            | cu ssía fatte ’a vulundáte toje,        | sia fatta la tua volontà,             |
| accussí ncielo e nterra.           | sia ntru cielu ca nterra.                 | accussí ncièle e nterre.             | accume ’nciéle accussi’ ’ndèrre.        | come in cielo, così in terra.         |
| Fance avè ’o ppane tutt’ ’e juorne | Ranne oje u pane nuorro e tutti i juorni, | dàcce ogge ’u ppane tutt’ ’e juorne, | dàcce ôsce ’u páne nuostre sciurnalére, | Dacci oggi il nostro pane quotidiano, |
| lèvece ’e rièbbete                 | perdunacce i rebita nuorri,               | e rimètte a nuje i nustre dèbbiti,   | dà a nnu’ le rascce nuostre,            | e rimetti a noi i nostri debiti,      |
| comme nuje ’e llevamme             | cumu nue perdunammu                       | cumme nuje ’e llevamme               | accume nu’ le dáme                      | come noi li rimettiamo                |
| all’ate,                           | i rebituri nuorri.                        | all’ate.                             | a lle debbettúre nuostre,               | ai nostri debitori.                   |
| nun nce fa spantecà,               | Un ce mannare ntra tentazione,            | e nun nce indurre ’ntentazione,      | e nno’nge annùscere ’ndendazzióne,      | E non ci indurre in tentazione,       |
| e llevace ’o male ’a tuorno.       | ma liberacce e ru male.                   | ma liberacce ’o male.                | ma lìbberece d’ô mále.                  | ma liberaci dal male.                 |
| Amen.                              | Ammèn.                                    | Amen.                                | Amèn.                                   | Amen.                                 |

## Phonetische Eigenschaften des Neapolitanischen
(Lautschrift nach International Phonetic Association)

### Vokale am Wortende
Unbetonte Vokale werden am Wortende generell zu /⁠ə⁠/ (Schwa), oft auch unbetonte Vokale innerhalb eines Wortes.

### Palatalisierung
Die Gruppe „S + bilabialer oder velarer Okklusiv“ (s impura) wird palatalisiert:
- /sp/ > [ʃp]: zum Beispiel it. ‘specchio’ [ˈspɛkkjo] > [ˈʃpɛkkjə]
- /sk/ > [ʃk]: zum Beispiel it. ‘scuola’ [ˈskwɔːla] > [ˈʃkɔːlə]

Nota bene: „S + alveolarer Plosiv“ wird nicht palatalisiert!
- /st/ bleibt gleich; also auch im Neapolitanischen: [stiˈrarə] bzw. apokopiert [stiˈra]

Analog gilt dies auch für die (selteneren) stimmhaften Varianten der drei Gruppen.

### Diphthongierung und Metaphonie
Die Diphthongierung und die Metaphonie (Umlautung) sind bedeutende Charakteristiken des Neapolitanischen.
Ausgehend von der vulgärlateinischen Form leiten I und U eine Diphthongisierung ein

Bsp. Das vulgärlateinische PORTUM wird zu puorto [ˈpwortə], aber PORTARE wird zu portare (bzw. apokopiert: portà)
Offene Vokale werden diphthongiert:
- è [⁠ɛ⁠] wird diphthongiert zu [je], zum Beispiel ‘tu leggi’ > tu lieggi
- ò [⁠ɔ⁠] wird zu [wo], zum Beispiel ‘tu porti’ > tu puorti

Geschlossene Vokale werden umgelautet:
- ó [⁠o⁠] wird zu [⁠u⁠], zum Beispiel ‘tu córri’ > tu curri
- é [⁠e⁠] wird umgelautet zu [⁠i⁠], zum Beispiel: ‘tu metti’ > tu mitti

### Apokopierung
Die Infinitivendungen werden an der betonten Silbe apokopiert („abgeschnitten“):
- -ARE > -à: zum Beispiel ‘cantare’ > cantà
- -ERE > -é: zum Beispiel ‘cadere’ > cadé
- -IRE > -ì: zum Beispiel ‘sentire’ > sentì

### Entwicklung aus der vulgärlateinischen Form: Konsonant + L
- PL wird zu /kj/ zum Beispiel PLUS wird zu [kju] oder PLENA zu [ˈkjenə]
- FL wird zu /⁠ʃ⁠/ zum Beispiel FLOREM zu [ˈʃoːrə] (heute allerdings kaum noch gebräuchlich) oder AFFLARE zu [aʃˈʃa]
- BL wird zu /⁠j⁠/ z. B. BLANCUS zu [ˈjaŋk̬ə]

### Entwicklung aus der vulgärlateinischen Form: C + e,i und G + e,i
Im Neapolitanischen wurden C + e,i und SC + e,i palatalisiert, G + e,i zu [⁠j⁠]

[⁠tʃ⁠] > [⁠ʃ⁠], [⁠dʒ⁠] > [⁠j⁠]
- C + e,i: zum Beispiel das italienische ‘dieci’ [ˈdjeːtʃi] wird zu [ˈdjeːʃi]
- G + e,i: zum Beispiel das italienische ‘giornata’ zu [jurˈnaːtə]
- SC + e,i: zum Beispiel das vulgärlat. PISCIS zu [ˈpiʃʃə], SCIENCIA zu [ˈʃjenzə]
- I-: - z. B. wird IOCUM zu [‘iuo:co]

### Doppelkonsonanten
/d/, /b/ und /g/ werden in Lehnwörtern aus dem Italienischen meist verdoppelt

zum Beispiel wird ‘sabato’ zu sabbato [ˈsabbətə] oder ‘ragione’ zu raggione [radˈdʒonə]
Viele Verdoppelungen entstehen durch Assimilation:
- /nd/ in einem italienischen Wort wird oft zu /nn/ im Neapolitanischen,
 zum Beispiel ‘tondo’ zu tunno oder ‘quando’ zu quanno
- /mb/ > /mm/,
 zum Beispiel ‘tamburo’ > tammuro

Die phonosyntaktische Verdoppelung (raddoppiamento fonosintattico) ist ebenfalls sehr stark ausgeprägt.
In niedrigen sozialen Klassen sind auch extreme Assimilationen und Metathesen verbreitet.
- ‘arbitro’ > abbitro
- ‘sorbetto’ > sobbretto (mit Metathese)
- ‘delfino’ > deffino

### Lenisierung (Sonorisierung)
Das Neapolitanische tendiert zur Lenisierung (Sonorisierung) der Konsonanten P, T, C aus dem Vulgärlatein.
- -P- > bb: zum Beispiel ‘sepellire’ wird zu obbellire (?)
- -T- > dd: zum Beispiel ‘adorare’ zu addurà
- -C- > k (> g) zum Beispiel das vulgärlat. BOSCO zu  [ˈβwoʃk̬ə]

Die Konsonanten werden also auch tendenziell gleichzeitig verdoppelt.

### Spirantisierung
Stimmhafte Okklusive (Verschlusslaute) aus der vulgärlateinischen Form werden zu Frikativen (Reibelauten) im Neapolitanischen. Dieser Vorgang wird auch Spirantisierung genannt.
Weiterhin wird das vulgärlateinische D zu einem [r] oder einem Flap [⁠ɾ⁠] (Rhotazismus).
- -B- > [vv]: ROBA > rovva [ˈrɔββə]
- -D- > [⁠ð⁠] (dentaler Frikativ), [⁠r⁠], [⁠ɾ⁠]: CADERE > caré [kaˈɾe], MADONNA > maronna
- -G- > [⁠ɣ⁠] (uvularer Frikativ), [⁠j⁠], Ø : GALLO > [ˈjallə]
- -V-   > [⁠β⁠] ‘vacca’ > bacca

Das -G- hat die Tendenz, ganz zu verschwinden.

### Velarisierung
Zum Teil wird das /l/ velarisiert: Dieser Laut [⁠ɫ⁠] klingt wie das ‘dark l’ des Englischen (wie zum Beispiel in all)
/a/ wird von vielen Sprechern niedrigerer sozialer Klassen oft velarisiert: [⁠ɑ⁠].

Dieser Laut liegt letztlich zwischen /⁠a⁠/ und /⁠ɔ⁠/.

## Grammatikalische Eigenschaften des Neapolitanischen

### Possessivpronomen
Das Possessivpronomen ist generell nachgestellt:
zum Beispiel ’o libbro mio (vgl. it. ‘il mio libro’, „mein Buch“)
oder [ˈmammətə] (it. ‘tua madre’, „deine Mutter“)

### Subjekt
Wie die meisten romanischen Sprachen, ist das Neapolitanische eine Pro-Drop-Sprache, bei der Subjektpronomina meistens weggelassen werden, es sei denn, man will sie betonen.

## Lexik
Das Neapolitanische ist reich an Wörtern, die sich vom italienischen Wortschatz unterscheiden oder eine andere Bedeutung haben. 
Einige davon sind:
- guaglió oder guaglione [vaʎˈʎoː] bzw. [vaʎˈʎoːnə]: ragazzo [Junge]
- femmina [ˈfemmənə]: donna [ital. f. Frau]; ital. femmina bedeutet „Mädchen“ in Opposition zu „Junge“ (maschio) oder ein weibliches Tier.
- crisòmmola: albicocca [Aprikose]
- abbàscio: giù [unten; herunter/hinunter]
- purtuàllo: arancia [Orange]
- mustàccio: baffi [Schnurrbart]
- micciariéllo: fiammifero [Streichholz]
- càntaro: vaso [Gefäß]

Interne Entlehnungen aus dem neapolitanischen Dialekt, die die meisten standarditalienischen Wörterbücher nennen, sind:
- aglianico
- ammanicarsi
- bratto
- calzone
- camorra
- carosello
- carrozzella
- cavallo di ritorno
- citrullo
- fesso
- fetente
- fumarola
- gliommero
- inciucio
- inguacchio/ inguacchiato
- lava
- lazzaro  bzw. lazzarone
- magliaro
- mozzarella
- mozzarella in carrozza
- pacchianata
- pastiera
- pernacchio
- pezzullo
- pizza
- pollanca
- pummarola
- scassare
- scippo
- scugnizzo
- sfarzo
- sfuso
- sommozzare/sommozzatore
- struffolo
- vongola